# أدريان دي جيرلاش
ادريان دي جيرلاش (2 أغسطس 1866 -4 ديسمبر 1934)، ضابط في البحرية الملكية البلجيكية، كان قائد البعثة البلجيكية لاستكشاف القارة القطبية الجنوبية من عام 1897-1899.

## النشأة
وُلد أدريان دي جيرلاش وهو ابن ضابط بالجيش في مدينة هاسلت في بلجيكا، وتلقى تعليمه في بروكسل، كان يحب البحر وركوب السفن منذ صغره، وقام بثلاث رحلات في عامي 1883 و 1884 إلى الولايات المتحدة كصبي في مقصورة على متن سفينة في المحيط. درس الهندسة في جامعة بروكسل الحرة. بعد الانتهاء من عامه الدراسي الثالث في عام 1885، ترك الجامعة وانضم إلى البحرية البلجيكية في 19 يناير 1886.
بعد تخرجه من كلية أوستند البحرية، عمل لبعض الوقت في سفن حماية الصياديين كملازم ثانٍ وثالث. في أكتوبر من عام 1887 تعاقد كبحار مع سفينة Craigie Burn (وهي سفينة إنجليزية)، للقيام برحلة إلى سان فرانسيسكو، لكن السفينة فشلت في الدوران حول رأس كايب هورن وتم بيعها كخردة في مدينة مونتيفيديو. عاد أدريان دي جيرلاش إلى أوروبا بعد قضاء بعض الوقت في أوروغواي والأرجنتين. وبعد رحلة إلى القسطنطينية والبحر الأسود وقبل الحصول على موعد كي يعمل كملازم في البحرية البلجيكية عمل في خط النقل البحري من هولندا إلى وأمريكا كضابط رابع. كان ضابطًا في عبّارات أوستند-دوفر حتى يوليو 1894 بينما كان يأخذ دورات تدريبية أخرى إلى أن أصبح قائد سفينة في 22 أغسطس 1894.
شعر بالإحباط من العمل الممل على متن عبّارات أوستند-دوفر، فعرض تقديم خدماته للملك ليوبولد الثاني والمستكشف هنري ستانلي للقيام برحلة استكشافية إلى الكونغو لكن طلبه قوبل بالرفض. أرسل رسالة إلى المستكشف السويدي أوتو ولكنه لم يتلقى جوابا على رسالته. وفي النهاية بدأ بالتخطيط والترويج لبعثة لإستكشاف قارة انتاركتيكا يقودها بنفسه، واقترح خطته في عام 1894 على الجمعية الجغرافية الملكية.

## رحلاته الإستكشافية اللاحقة
شارك أدريان دي جيرلاش في عدة بعثات استكشافية بعد رحلته الأولى منها:
- قام برحلة تجارية وعلمية إلى الخليج العربي في عام 1901.
- شارك في أول حملة انتاركتيكية سنة 1903 التي قادها العالم والمستكشف الفرنسي جان باتيست شاركو، ولكنه تخلى عنها لاحقا قبل وصولها إلى القارة القطبية الجنوبية بسبب المناخ السيئ.
- قام برحلة استكشافية إلى بحر جرينلاند على متن السفينة «بلجيكا» سنة 1905.
- قام برحلة استكشافية إلى بحر بارنتس وبحر كارا سنة 1907.
- رحلة استكشافية إلى غرينلاند وسبيتسبيرغن وأرخبيل فرانسوا جوزيف على متن السفينة «بلجيكا» سنة 1909.

## حياته الخاصة
تزوج للمرة الأولى من سوزان بوليت في عام 1904 وأنجب طفلان: فيليب (مواليد 1906) وماري لويز (مواليد 1908)، بعد انتهاء هذا الزواج في عام 1913 تزوج من إليزابيث هوجر من السويد وأنجب منها: غاستون دي جيرلاش في عام 1919. في الخمسينيات اتبع غاستون خطى والده، وشارك في محطة أبحاث بلجيكية في أنتاركتيكا.

## التكريم
تم تسمية العديد من المعالم الجغرافية باسمه تكريما له يقع معظمها في أنتاركتيكا منها: خليج جيرلاش، وجبل جيرلاش، مدخل جيرلاش، وجزيرة جيرلاش، مضيق جيرلاش، وجبال جيرلاش البحرية، وفوهة بركان دي جيرلاش التي تقع بالقرب من القطب الجنوبي للقمر.

## وفاته
توفي أدريان دي جيرلاش في بروكسل عام 1934 عن عمر يناهز 68 عامًا، بعد إصابته بمرض الحمى نظيرة التيفية.

## روابط خارجية
- أدريان دي جيرلاش على موقع الموسوعة البريطانية (الإنجليزية)